# 에네르게틱 마리
에네르게틱 마리는 마리주를 연고로 하는 투르크메니스탄의 축구단이다.